# 1177
Évszázadok: 11. század – 12. század – 13. század
Évtizedek: 1120-as évek – 1130-as évek – 1140-es évek – 1150-es évek – 1160-as évek – 1170-es évek – 1180-as évek – 1190-es évek – 1200-as évek – 1210-es évek – 1220-as évek
Évek: 1172 – 1173 – 1174 – 1175 –  1176 – 1177 – 1178 – 1179 – 1180 – 1181 – 1182

## Események
- II. Szobeszláv cseh fejedelem kiadja III. Bélának öccsét Géza herceget, aki Ausztriából hozzá menekült. III. Béla ismét bebörtönzi öccsét.[1]
- november 25. – A montgisard-i csata. IV. Balduin jeruzsálemi király és Châtillon Rajnald antiochiai fejedelem serege legyőzi Szaladin szultán seregét.
- II. Kázmér lesz Lengyelország fejedelme.
- Angkorvat elpusztítása.

## Születések
- V. Balduin jeruzsálemi király
- Fülöp német király, IV. Ottó német-római császár riválisa